# Oblivians
Oblivians — американское гараж-панк-трио, сформированное в 1993 году.
Неряшливое и неопрятное звучание данного ансамбля на дебютном альбоме Soul Food (1995) нельзя назвать занудливым и размытым. Oblivians отдают дань предпочтения группам The Ramones, The Sonics и The Stooges, создавая свой собственный звук ностальгического гаражного панка 1960-х годов с Lo-Fi подходом. В следующем году после Soul Food последовали лайв-студио Sympathy Sessions (1996) и их второй альбом Popular Favorites (1996). Сотрудничество с клавишником Mr. Quintron привело к появлению альбома с соответствующим названием Play Nine Songs with Mr. Quintron (1997). Это были последние студийные записи, после чего Greg Cartwright и Jack Yarber решили заняться своей более старой группой The Compulsive Gamblers. На лейбле Sympathy for the Record Industry выходят официальный сборник лучших песен The Best of the Worst 93-97 (1999) и сборник, составленный из двух ранее издававшихся мини-альбомов, Melissa's Garage Revisited (1999).
Много других проектов последовало после распада, это и Reigning Sound, сформированная Greg Cartwright, и сотрудничество с группой The Detroit Cobras, а также с Mary Weiss, оригинальной участницей The Shangri-Las, на её альбоме Dangerous Game. Eric Friedl стартует лейбл Goner Records и связанный с ним магазин, работал с Джеем Ритардом. В 2009 году вновь сформированные Oblivians выступают вместе с также воссоединёнными The Gories, а к 2012 году было подтверждено, что они будут работать над новым студийным альбомом. Этот альбом, Desperation, материализовался в 2013 году.

## Дискография
Студийные альбомы
- Soul Food LP/CD (Crypt, 1995, CR-055)
- Popular Favorites LP/CD (Crypt, 1996, CR-065)
- ...Play 9 Songs with Mr Quintron LP/CD (Crypt, 1997, CR-082)
- Desperation LP/CD (In The Red, 2013, ITR 238)

Прочие альбомы
- Rock'n Roll Holiday: Live In Atlanta LP (Negro Records, 1995, negro records 001, recorded on 08/19/94)
- The Sympathy Sessions CD (Sympathy For The Record Industry, 1996, SFTRI 406)
- 17 Cum Shots LP (Bootleg, 1997, cat.no.?)
- Best Of The Worst: 93-97 2xLP/CD (Sympathy For The Record Industry, 1999, SFTRI 584)
- Melissa's Garage Revisited LP/CD (Sympathy For The Record Industry, 1999, SFTRI 590)
- On The Go LP (Goner Records, 2003, 12Gone)
- Barristers 95 [Live] (In the Red, 2009, ITR 182)

Синглы
- Call The Shots 7" (Goner Records, 1993, 2Gone)
- Sunday You Need Love 7" (Crypt, 1994, CR-044)
- Now For The Hard Of Hearing From ... "Blow Their Cool" 7" (Estrus, 1994, ES 756)
- Static Party 7" (In The Red, 1994, ITR 018)
- Go!Pill-Popper! 7" (Drug Racer, 1996, 001)
- Strong Come On 7" (Crypt, 1996, CR-053)
- Kick Your Ass 7" (Sympathy For The Record Industry, 1996, SFTRI 412)

Мини-альбомы
- Never Enough 10" (Sympathy For The Record Industry, 1994, SFTRI 304)
- Walter Daniels Plays With Monsieur Jeffrey Evans & The Oblivians At Melissa's Garage 10" (Undone, 1995, UDR-0008-10)
- Six Of The Best 10" (Sympathy For The Record Industry, 1996, SFTRI 383)

Сплиты
- Split CS with Impala (Goner Records/Power Of Bob, 1993, 0Gone/POB 103)
- Split 7" with Two Bo's Maniacs (Hate Records, 1997, hate 7)
- Split 7" with the Crime Kaisers (Active Detective, 1998, active detective record No. 1)

## Видео
- Vietnam War Blues